# Giovanni Panico

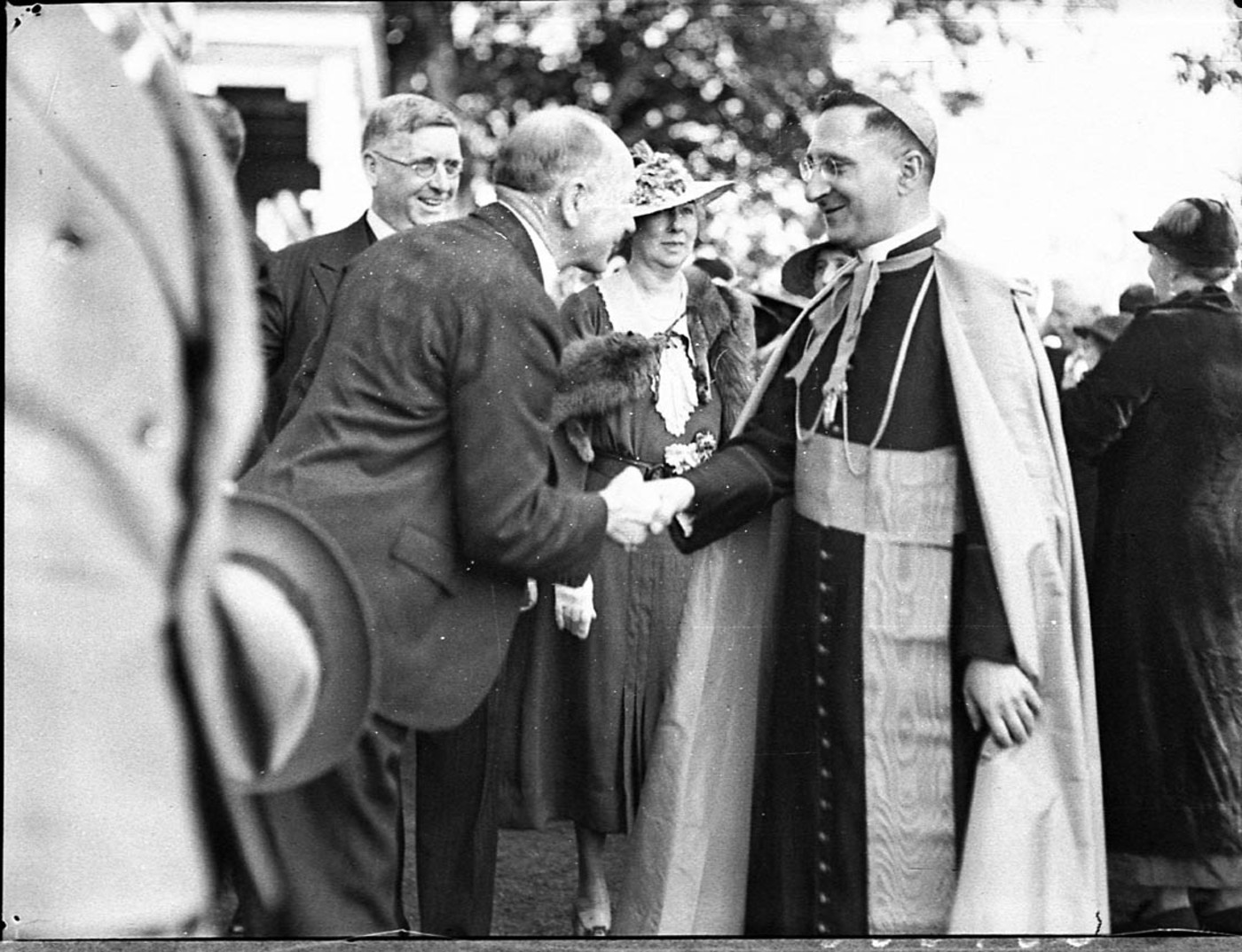
Giovanni Panico bij het tuinfeest in Sydney, 1936

Giovanni Panico (Tricase, 12 april 1895 - aldaar, 7 juli 1962) was een Italiaans geestelijke en kardinaal van de Rooms-Katholieke Kerk.
Panico was de zevende van elf kinderen van Carmine Panico en Marina Zocco, die in Tricase een boerderij hadden. Hij bezocht het kleinseminarie van Ugento en studeerde vervolgens in Rome, aan het Collegio Leonino en aan het Pauselijk Romeins Seminarie. Aan de Pauselijke Lateraanse Universiteit promoveerde hij in 1919 tot doctor in de beide rechten. In datzelfde jaar werd hij in de Sint-Jan van Lateranen priester gewijd door Basilio Pompilj, kardinaal-vicaris van Rome. Hij werkte enkele jaren als pastoor in zijn geboorteplaats, alvorens door Pietro Gasparri, op dat moment kardinaal-staatssecretaris te worden uitgenodigd voor de diplomatieke dienst van de Heilige Stoel. Hij was van 1923 tot 1927 attaché op de apostolische nuntiatuur in Colombia. Hierna werkte hij achtereenvolgens in Argentinië, Paraguay, Uruguay, Tsjechoslowakije en Beieren. Paus Pius XI benoemde hem in 1934 tot huisprelaat.
In 1935 werd hij titulair aartsbisschop van Giustiniana Prima en Apostolisch Delegaat voor Australasië (Australië, Nieuw-Zeeland, Polynesië en Nederlands-Indië), met als standplaats Sydney. Hij ontving zijn bisschopswijding uit handen van Pietro Fumasoni Biondi, prefect van de H. Congregatie tot Voortplanting des Geloofs. Tijdens de Tweede Wereldoorlog ontfermde hij zich over Duitse, Italiaanse en Japanse krijgsgevangenen in Australië. Na de oorlog werd hij achtereenvolgens apostolisch nuntius in Peru, Canada en Portugal.
Tijdens het consistorie van 19 maart 1962 creëerde paus Johannes XXIII hem kardinaal. De Santa Teresa al Corso d’Italia werd zijn titelkerk. Hij overleed niet veel later en werd begraven in het familiegraf in Tricase.
- Biblioteca Nacional de España: XX5543076
- Gemeinsame Normdatei: 112755042X
- International Standard Name Identifier: 0000 0000 8193 3611
- Library of Congress Control Number: n96089764
- Nationale Bibliotheek van Tsjechië: xx0124987
- Istituto Centrale per il Catalogo Unico: CNMV000054
- Virtual International Authority File: 1740473
- WorldCat: E39PBJmxVgR9PkyYtJj3mgrwmd